# Kojima Productions
A Kojima Productions Co., Ltd. (株式会社コジマプロダクション, Kabushiki gaisha Kojima Purodakushon) é um estúdio japonês de desenvolvimento de videojogos, fundado por Hideo Kojima, criador da popular série Metal Gear. A companhia foi criada como subsidiária da Konami, localizada em Roppongi Hills, Roppongi, Tóquio. Em 2005 o estúdio mantinha 100 empregados, e mais de 200 empregados para a produção de Metal Gear Solid 4: Guns of the Patriots.
Em Dezembro de 2015, depois do contrato de Kojima com a Konami expirar, Kojima confirmou que iria estabelecer um novo estúdio independente, também com o nome Kojima Productions. Em 2016 a Kojima Productions abriu um estúdio satélite em Amesterdão para ajudar na produção do jogo Death Stranding.

## Jogos
Apesar de Kojima produzir jogos na Konami desde 1987, o estúdio "Kojima Productions" só foi formado em 2005. No entanto, a Konami refere-se retroactivamente às produções antigas de Kojima como propriedade da Konami. Todos os jogos Kojima Productions foram publicados pela Konami.
Como Konami
| Ano  | Título                    | Plataforma                             |
| ---- | ------------------------- | -------------------------------------- |
| 1987 | Metal Gear                | MSX2                                   |
| 1988 | Snatcher                  | PC-8801, MSX2                          |
| 1990 | SD Snatcher               | MSX2                                   |
| 1990 | Metal Gear 2: Solid Snake | MSX2                                   |
| 1992 | Snatcher CD-ROMantic      | PC Engine, SEGA CD                     |
| 1994 | Policenauts               | PC-9801, 3DO, PlayStation, Sega Saturn |

Como Konami Computer Entertainment Japan
| Ano  | Título                              | Plataforma                             | Notas                            |
| ---- | ----------------------------------- | -------------------------------------- | -------------------------------- |
| 1998 | Metal Gear Solid                    | PlayStation                            |                                  |
| 1999 | Metal Gear Solid: Integral          | PlayStation, Microsoft Windows         |                                  |
| 2000 | Metal Gear: Ghost Babel             | Game Boy Color                         |                                  |
| 2001 | Zone of the Enders                  | PlayStation 2                          |                                  |
| 2001 | Metal Gear Solid 2: Sons of Liberty | PlayStation 2                          |                                  |
| 2002 | The Document of Metal Gear Solid 2  | PlayStation 2                          |                                  |
| 2002 | Metal Gear Solid 2: Substance       | Xbox, PlayStation 2, Microsoft Windows |                                  |
| 2003 | Zone of the Enders: The 2nd Runner  | PlayStation 2                          |                                  |
| 2003 | Boktai: The Sun Is in Your Hand     | Game Boy Advance                       |                                  |
| 2004 | Metal Gear Solid: The Twin Snakes   | GameCube                               | Co-produzido com Silicon Knights |
| 2004 | Boktai 2: Solar Boy Django          | Game Boy Advance                       |                                  |
| 2004 | Metal Gear Acid                     | PlayStation Portable                   |                                  |
| 2004 | Metal Gear Solid 3: Snake Eater     | PlayStation 2, Nintendo 3DS            |                                  |

Como Kojima Productions (subsidiaria da Konami)
| Ano  | Titulo                                   | Plataforma                                                          | Notas                                           |
| ---- | ---------------------------------------- | ------------------------------------------------------------------- | ----------------------------------------------- |
| 2005 | Boktai                                   | Game Boy Advance                                                    |                                                 |
| 2005 | Metal Gear Acid 2                        | PlayStation Portable                                                |                                                 |
| 2005 | Metal Gear Solid 3: Subsistence          | PlayStation 2                                                       |                                                 |
| 2006 | Kabushiki Baibai Trainer Kabutore        | Nintendo DS                                                         |                                                 |
| 2006 | Metal Gear Solid: Digital Graphic Novel  | PlayStation Portable                                                |                                                 |
| 2006 | Metal Gear Solid: Portable Ops           | PlayStation Portable                                                |                                                 |
| 2007 | Lunar Knights                            | Nintendo DS                                                         |                                                 |
| 2007 | Metal Gear Solid: Portable Ops Plus      | PlayStation Portable                                                |                                                 |
| 2008 | Metal Gear Solid 4: Guns of the Patriots | PlayStation 3                                                       |                                                 |
| 2008 | Metal Gear Online                        | PlayStation 3                                                       |                                                 |
| 2009 | Gaitame Baibai Trainer: Kabutore FX      | Nintendo DS                                                         |                                                 |
| 2009 | Metal Gear Solid Touch                   | iOS                                                                 |                                                 |
| 2010 | Metal Gear Solid: Peace Walker           | PlayStation Portable                                                |                                                 |
| 2010 | Castlevania: Lords of Shadow             | PlayStation 3, Xbox 360, Microsoft Windows                          | Co-produzido com Mercury Stream                 |
| 2011 | Metal Gear Solid HD Collection           | PlayStation 3, Xbox 360, PlayStation Vita                           |                                                 |
| 2012 | Metal Gear Solid: Snake Eater 3D         | Nintendo 3DS                                                        |                                                 |
| 2012 | Metal Gear Solid: Social Ops             | Mobile                                                              |                                                 |
| 2012 | Zone of the Enders HD Collection         | PlayStation 3, Xbox 360                                             |                                                 |
| 2013 | Metal Gear Rising: Revengeance           | PlayStation 3, Xbox 360, Microsoft Windows                          | Co-produzido com PlatinumGames                  |
| 2013 | Metal Gear Solid: The Legacy Collection  | PlayStation 3                                                       |                                                 |
| 2014 | Metal Gear Solid V: Ground Zeroes        | PlayStation 4, PlayStation 3, Xbox One, Xbox 360, Microsoft Windows | Co-produzido com Kojima Productions Los Angeles |
| 2015 | Metal Gear Solid V: The Phantom Pain     | PlayStation 4, PlayStation 3, Xbox One, Xbox 360, Microsoft Windows | Co-produzido com Kojima Productions Los Angeles |

Como Kojima Productions (independente)
| Ano  | Titulo                          | Plataforma(s)                      | Notas |
| ---- | ------------------------------- | ---------------------------------- | --- |
| 2019 | Death Stranding                 | PlayStation 4 e Microsoft Windows  | Co-produzido com Kojima Productions Amsterdam; Publicado pela Sony Interactive Entertainment no PS4 e 505 Games no Windows e Xbox Series X/S. |
| 2025 | Death Stranding 2: On The Beach | PlayStation 5                      | Publicado pela PlayStation Studios. |
| TBA  | OD                              | Microsoft Windows, Xbox Series X/S | Publicado pela Xbox Game Studios. |